# Бревард (Северна Каролина)
Бревард (енгл. Brevard) град је у америчкој савезној држави Северна Каролина.

## Демографија
По попису из 2010. године број становника је 7.609, што је 820 (12,1%) становника више него 2000. године.
| Група             | 2000.         | 2010.         |
| Белци             | 5.716 (84,2%) | 6.187 (81,3%) |
| Афроамериканци    | 783 (11,5%)   | 840 (11,0%)   |
| Азијати           | 60 (0,9%)     | 74 (1,0%)     |
| Хиспаноамериканци | 77 (1,1%)     | 285 (3,7%)    |
| Укупно            | 6.789         | 7.609         |